# Paris-Verneuil
Paris-Verneuil est une course cycliste française qui relie la Capitale et la commune de Verneuil-sur-Avre, située dans le département de l'Eure. Disputée entre 1931 et 1970, elle est réservée aux coureurs amateurs durant toute son existence.

## Palmarès
| Année     | Vainqueur             | Deuxième            | Troisième            |
| --------- | --------------------- | ------------------- | -------------------- |
| 1931      | Maurice Archambaud    | Robert Rigaux       | Charles Candelier    |
| 1932      | Amédée Fournier       | Yves Trogneux       | Raymond Horner       |
| 1933      | Étienne Parizet       | Roger Jacquelin     | Jean Goujon          |
| 1934      | Amédée Fournier       | André Deforge       | Raymond Horner       |
| 1935      | Gérard Virol          | Pierre Levert       | Roger Cottyn         |
| 1936      | Egidio Scian          | Georges Conan (en)  | Fernand Schaller     |
| 1937      | Lionel Talle          | Gino Bambagiotti    | Gérard Virol         |
| 1938-1947 | Pas organisé          | Pas organisé        | Pas organisé         |
| 1948      | André Labeylie        | Gilbert Regnard     | Raymond Amelin       |
| 1949      | Robert Varnajo        | André Labeylie      | Pierre Adam          |
| 1950      | Robert Grenier        | Valentin Gerussi    | Antoine Escartin     |
| 1951      | Jacques Naudin        | Maurice Guibora     | René Zunino          |
| 1952      | Claude Barmier        | Boddey              | André Chesnel        |
| 1953      | Jean Rieu             | Jean Thaurin        | Robert Formet        |
| 1954      | Guy Claud             | Orphée Meneghini    | Christian Fanuel     |
| 1955      | Pierre Segura         | Christian Fanuel    | Pierre Gouget        |
| 1956      | Yvan Inquel           | Gilbert Henry       | Marcel Lavenu        |
| 1957      | Michel Vermeulin      | Christian Hamelin   | Jean-Claude Vibert   |
| 1958      | Georges Groussard     | Mario Seron         | José Alvarado        |
| 1959      | Joseph Boudon         | Simon Recchi        | Jacques Collado      |
| 1960      | Joseph Boudon         | Guy Claud           | François Hamon       |
| 1961      | Johannes de Vries     | Léon Franssen       | Jacky Lepolard       |
| 1962      | Jean Arze             | Alain Vera          | Gilbert Piau         |
| 1963      | Alain Vera            | Adelio Neves        | Aimable Denhez       |
| 1964      | Jean-Yves Roy         | Jean-Marcel Hinault | Serge Poletto        |
| 1965      | Daniel Gouverneur     | Roger L'Hostis      | Daniel Salmon        |
| 1966      | Jean-Pierre Puccianti | Francis Perez       | Enzo Mattioda        |
| 1967      | Christian Boulnois    | Robert Bouloux      | Bernard Croyet       |
| 1968      | Robert Bouloux        | Francis Perez       | Jean-Jacques Sanquer |
| 1969      | Jean-Pierre Guitard   | Alain Laurent       | Jean-Claude Alary    |
| 1970      | Roger Gilson          | Michel Lainé        | Christian Plançon    |